# Rückstoßantrieb

Rückstoßprinzip einer Rakete

Der Rückstoßantrieb oder Reaktionsantrieb ist eine praktische Anwendung des 3. Newtonschen Axioms. Der Rückstoßantrieb führt sein Antriebsmedium mit; Rückstoßantriebe, die auf Verbrennung beruhen, führen sowohl ihren Treibstoff als auch ihren Oxidator mit. Das angetriebene Objekt, zum Beispiel eine Rakete, wird durch den Rückstoß mit der gleichen Kraft nach vorn beschleunigt, mit der das Antriebsmedium nach hinten ausgestoßen wird.
Im Weltraum ist der Rückstoßantrieb die einzige Möglichkeit, ein Raumschiff abseits von massereichen Himmelskörpern (Gravitation) und starken Strahlungsquellen (Strahlungsdruck) zu beschleunigen. Der Rückstoß kann durch Gase, Flüssigkeiten und Licht (in Form eines Photonenantriebs) erfolgen. Bei Licht ist dies möglich, da es bei Teilchenbetrachtung über Masse, Impuls und kinetische Energie verfügt.

## Physikalischer Hintergrund
Entsprechend dem 3. Newtonschen Axiom (actio = reactio, auch „Reaktionsprinzip“ oder „Wechselwirkungsprinzip“) werden zwei Massen, die eine Kraft aufeinander ausüben, beschleunigt. Somit ergibt sich für beide Massen (nach Beendigung der Krafteinwirkung) eine Geschwindigkeit. Entsprechend der Definition für den Impuls
{\displaystyle {\vec {p}}=m\cdot {\vec {v}}}
ergeben sich für diesen Fall folgende Relationen der Impulse zueinander:
{\displaystyle {\vec {p}}_{1}=-{\vec {p}}_{2}\qquad {\text{oder}}\qquad m_{1}\cdot {\vec {v}}_{1}=m_{2}\cdot -{\vec {v}}_{2}}
(Hierbei stellt {\displaystyle {\vec {p}}_{1}} zum Beispiel bei einer Rakete den Impuls der ausgestoßenen Verbrennungsprodukte dar, und {\displaystyle -{\vec {p}}_{2}} den dadurch entstehenden entgegengesetzten Impuls der Rakete)
Dabei ist zu berücksichtigen, dass zur Erzeugung dieser Impulse eine definierte Energie zur Verfügung stehen muss, welche die entsprechende Beschleunigungsarbeit verrichten kann. Hat eine Masse einen Impuls, verfügt sie über eine kinetische Energie.
Bei der Berechnung der anteiligen Energiemengen gilt:
{\displaystyle E_{m_{1}}={\frac {m_{2}}{m_{1}+m_{2}}}\cdot E_{\mathrm {ges} }\qquad {\text{und}}\qquad E_{m_{2}}={\frac {m_{1}}{m_{1}+m_{2}}}\cdot E_{\mathrm {ges} }}
Bei einem kontinuierlichen Prozess ergibt sich folgender, auch als Raketengrundgleichung bekannter, mathematischer Zusammenhang:
{\displaystyle v_{n}(t)=v_{s}\cdot \ln \left({\frac {m(0)}{m(t)}}\right)}
oder auch:
{\displaystyle {\vec {v}}_{n}(t)=-{\vec {v}}_{s}\cdot \ln \left({\frac {m(0)}{m(t)}}\right)={\vec {v}}_{s}\cdot \ln \left({\frac {m(t)}{m(0)}}\right)}
Wobei {\displaystyle v_{s}} gleich der Relativgeschwindigkeit der Stützmasse zur eigentlichen Nutzmasse ist. Hierbei ist zu berücksichtigen, dass bei Fortschreiten des Prozesses die Stützmasse kontinuierlich abnimmt und schlussendlich nur noch die Nutzmasse mit ihrer Endgeschwindigkeit {\displaystyle v_{n}} (relativ zum Startort) verbleibt.
Ein erstaunlicher Effekt stellt sich bei einem Verhältnis von {\displaystyle 1=\ln \left({\tfrac {m(0)}{m(t)}}\right)} ein. Ab diesem Zeitpunkt bewegt sich die Rakete sowie die von ihr ausgeworfenen Stützmasse von einem am Startort der Rakete verbliebenen Beobachter in die gleiche Richtung weg, allerdings mit unterschiedlichen Geschwindigkeiten.

## Rückstoßantriebe, die auf der Basis von Fluiden arbeiten

### Ausströmgeschwindigkeit
In der Rückstoßkammer ist der Druck {\displaystyle p_{i}} höher als der Umgebungsdruck {\displaystyle p_{a}}. Das in der Kammer befindliche Medium tritt auf Grund dieser Druckdifferenz mit einer bestimmten Geschwindigkeit {\displaystyle v_{s}} aus der Düse aus. Von Bedeutung ist weiterhin die Dichte {\displaystyle \rho } des ausströmenden Mediums (innerhalb der Kammer, also unter dem Druck {\displaystyle p_{i}} stehend).
Aus der Energieerhaltung folgt:
{\displaystyle W=(p_{i}-p_{a})\cdot dV={\frac {1}{2}}\cdot dm\cdot v_{s}^{2}={\frac {1}{2}}\cdot dV\cdot \rho \cdot v_{s}^{2}}
{\displaystyle \Rightarrow \quad {\frac {2(p_{i}-p_{a})}{\rho }}=v_{s}^{2}}
{\displaystyle \Rightarrow \quad v_{s}={\sqrt {\frac {2\cdot (p_{i}-p_{a})}{\rho }}}}
Diese Gleichung gilt nur bei hinreichend kleinen Düsen, bei denen der Kammerinhalt relativ zur Kammer nur gering beschleunigt wird. Zudem wurden mögliche Reibungsverluste vernachlässigt.
Bei Gasen ist zu beachten, dass deren Dichte {\displaystyle \rho } abhängig vom Druck und der Temperatur ist. Diese lässt sich (näherungsweise) mittels der Thermischen Zustandsgleichung idealer Gase
{\displaystyle p\cdot V=m\cdot R_{s}\cdot T}
durch Umstellung nach
{\displaystyle \rho ={\frac {m}{V}}={\frac {p}{R_{s}\cdot T}}}
berechnen.
Da bei Gasen die Dichte proportional zum Druck ist, kann eine Erhöhung der Austrittsgeschwindigkeit nur durch eine Temperaturerhöhung erzielt werden.

### Durchsatz
Entsprechend dem Querschnitt {\displaystyle A} der Düse, der Dichte {\displaystyle \rho } des austretenden Mediums und dessen Austrittsgeschwindigkeit {\displaystyle v_{s}} lässt sich der oft auch als Massenstrom bezeichnete Durchsatz {\displaystyle \mu } ermitteln.
{\displaystyle \mu =A\cdot \rho \cdot v_{s}}

### Schub
Die erzeugte Schubkraft {\displaystyle F_{s}} kann durch die Multiplikation des Durchsatzes {\displaystyle \mu } mit der Austrittsgeschwindigkeit {\displaystyle v_{s}} des Mediums berechnet werden.
{\displaystyle F_{s}=\mu \cdot v_{s}}
Oder durch Ersetzen von {\displaystyle \mu =A\cdot \rho \cdot v_{s}}
{\displaystyle F_{s}=A\cdot \rho \cdot v_{s}^{2}}
und
{\displaystyle F_{s}=A\cdot \rho \cdot {\frac {2\cdot \Delta p}{\rho }}}
erhält man die massenunabhängige Beziehung
{\displaystyle F_{s}=2\cdot \Delta p\cdot A}

### Benötigte Triebwerksleistung
Hierbei ist nicht die Leistung {\displaystyle P_{\mathrm {Nutz} }} gemeint, mit der ein solches Triebwerk eine Masse bewegen (beschleunigen) würde, sondern die Leistung, die benötigt wird, um die entsprechende Schubkraft zu erzeugen. Man ermittelt diese Leistung {\displaystyle P_{\mathrm {Triebwerk} }} über den gegebenen Durchsatz {\displaystyle \mu }:
{\displaystyle \mu ={\frac {\Delta m}{\Delta t}}}
Um die Masse der ausströmenden Gase {\displaystyle \Delta m} auf die Geschwindigkeit {\displaystyle v_{s}} zu beschleunigen, muss die Arbeit
{\displaystyle W={\frac {1}{2}}\cdot \Delta m\cdot v_{s}^{2}}
verrichtet werden. Somit ergibt sich die Triebwerksleistung {\displaystyle P_{\mathrm {Triebwerk} }} zu
{\displaystyle P_{\mathrm {Triebwerk} }={\frac {W}{\Delta t}}={\frac {1}{2}}\cdot {\frac {\Delta m}{\Delta t}}\cdot v_{s}^{2}={\frac {1}{2}}\cdot \mu \cdot v_{s}^{2}}
bzw. wegen {\displaystyle F_{s}=\mu \cdot v_{s}}:
{\displaystyle P_{\mathrm {Triebwerk} }={\frac {1}{2}}\cdot v_{s}\cdot F_{s}}
Um bei einem hypothetischen Photonenantrieb die gleiche Schubkraft zu erzeugen, müsste die Triebwerksleistung erheblich höher liegen als bei einem herkömmlichen chemischen Raketenantrieb.

### Nutzleistung
Die tatsächliche von einem solchen Rückstoßantrieb umsetzbare Leistung {\displaystyle P_{\mathrm {Nutz} }(t)} ergibt sich durch Umstellung der Formel für die Beschleunigungsarbeit:
{\displaystyle W_{\mathrm {Beschl.} }=m\cdot {\frac {v_{2}^{2}-v_{1}^{2}}{2}}}
{\displaystyle P_{\mathrm {Nutz} }(t)=m(t)\cdot {\frac {v_{2}^{2}-v_{1}^{2}}{2\cdot t}}=m(t)\cdot a\cdot {\frac {v_{2}+v_{1}}{2}}=F_{s}\cdot {\frac {v_{2}+v_{1}}{2}}}
Dabei stellen {\displaystyle v_{1}} die Anfangsgeschwindigkeit und {\displaystyle v_{2}} die Endgeschwindigkeit des Beschleunigungsvorganges dar.

## Anwendungen
- Raketentriebwerk
- Steuerdüsen insbesondere für die Lageregelung von Raumfahrzeugen
- Raketenrucksack
- Wasserstrahlantrieb
- Manövriereinrichtungen für den Außenbordeinsatz eines Austronauten im Weltraum, etwa die Manned Maneuvering Unit (MMU); im Notfall kann auch das bloße Abstoßen eines ablösbaren Gegenstandes eine Beschleunigung bewirken.
- Rückstoßlader sind automatisch nachladende Schusswaffen, die den Rückstoß der (Patronen-)Treibladung nutzen, also das Sich-zurück-Bewegen des Rohres oder des Verschlusses, um den Ausstoß der Kartusche/der Patronenhülse, das Nachladen der Munition und das Spannen des Verschlusses anzutreiben.